# فولتا كاتالونيا 1951
فولتا كاتالونيا 1951 (بالإسبانية: Volta a Cataluña 1951)‏ هو سباق دراجات هوائية، وهو الموسم رقم 31 من السباق، وأقيم خلال الفترة 13 سبتمبر 1951، وحتى 23 سبتمبر 1951.
فاز فيه بالمركز الأول  بريمو فولبي، وبالمركز الثاني  Francisco Masip ‏، وبالمركز الثالث  مانويل رودريغيز ‏.

## الفائزون
| الترتيب | الفائز            |
| ------- | ----------------- |
| الفائز  | بريمو فولبي       |
| الثاني  | Francesco Massip ‏ |
| الثالث  | مانويل رودريغيز   |